# Rabia Djelti
Rabia Djelti (Nedroma, 5 de agosto de 1954) es una escritora y profesora argelina que escribe en árabe y francés. En 2002, por su poesía y novelas, recibió el premio de literatura árabe en Abu-Dhabi. Además de su escritura, Djelti enseña literatura en la Universidad de Argel.

## Biografía
Nació el 5 de agosto de 1954 en Nedroma, fue a la escuela primaria en Marruecos antes de asistir a la secundaria en Orán (1969-1975). Desde muy pequeña se sintió atraída por la literatura francesa, descubriendo las obras de Baudelaire y Victor Hugo en la biblioteca de su padre. Comenzó a traducir los libros que más le gustaban al árabe. Se licenció en literatura en la Universidad de Orán en 1979 antes de obtener un doctorado en Damasco en 1990.
Fue profesora en la Universidad de Orán hasta principios de la década de 1990. Amenazada ella y su familia por la guerra civil argelina, se trasladaron a Francia en 1995 y regresaron en 2000.
Después de trabajar por primera vez como periodista, Djelti comenzó a escribir poesía en árabe en 1981. Entre sus publicaciones más exitosas están Murmures du secret (2002) y Qui est-ce dans le miroir (2003), traducidas al francés respectivamente por Abdellatif Laâbi y Rachid Boudjedra. En 2010, comenzó a escribir novelas, entre ellas Le trône émaillé (2013) y Nostalgie à la menthe (2015). Explicó que si bien cada uno de sus poemas tenía una historia que contar, siempre había tenido la tentación de escribir novelas, pero fue solo en 2010 que finalmente comenzó a hacerlo.

## Vida personal
Djelti está casada con el escritor argelino Amin Zaoui. Su hija, Lina Doran, es cantautora.